# La Democracia (Madrid)
La Democracia fue un periódico editado en la ciudad española de Madrid entre 1864 y 1866, durante el reinado de Isabel II.

## Historia
El periódico, editado en Madrid, empezó imprimiéndose en la imprenta de Minuesa, para terminar en la Imprenta Universal. Su primer número apareció el 1 de enero de 1864. Su publicación estuvo suspendida por causas políticas desde el 13 de enero hasta el 18 de marzo de 1866. Cesó definitivamente el 21 de junio de 1866. El periódico, dirigido por Emilio Castelar y desde cuyas páginas se dirigieron críticas a la reina Isabel II, sostendría fuertes polémicas con La Discusión. Según Joseph A. Brandt se habría opuesto tanto a la monarquía como al socialismo.
Entre sus redactores se encontraron nombres como los de Eusebio Blasco, Roque Barcia, José María Carrascón, Rafael Coronel y Ortiz, José Fernando González, Manuel Grajales, José Güell y Mercader, José Martínez Soler, José María Orense, Pedro Pruneda, Javier de Ramírez, Antonio Ramos Calderón, Francisco Rodríguez García, Julián Sánchez Ruano, Juan Uña, Antonio del Val y Ripoll, y, posiblemente, Francisco Salmerón y Alonso y Salvador Saulate.